# ¡Nae pasaran!
¡Nae pasaran! es un documental dirigido por el director chileno-belga Felipe Bustos Sierra que trata la historia de un grupo de obreros de unos talleres de Rolls-Royce en East Kilbride, Escocia, quienes se rehusaron a reparar motores de la Fuerza Aérea de Chile entre 1974 y 1978 debido a las violaciones a los derechos humanos cometidas por la dictadura de Augusto Pinochet.
La película, estrenada en 2018, está basada en un cortometraje previo realizado por Bustos Sierra en 2013 y que fue financiado por el programa Bridging the Gap del Instituto Documental Escocés. Fue estrenada en el Festival de Cine de Glasgow 2018, siendo luego transmitida en BBC Scotland en su primer día de transmisiones, el 24 de febrero de 2019.
El título de la obra se basa en la frase «¡No pasarán!», utilizada por diversos grupos de resistencia de izquierda, y la pronunciación del inglés en Escocia.

## Producción

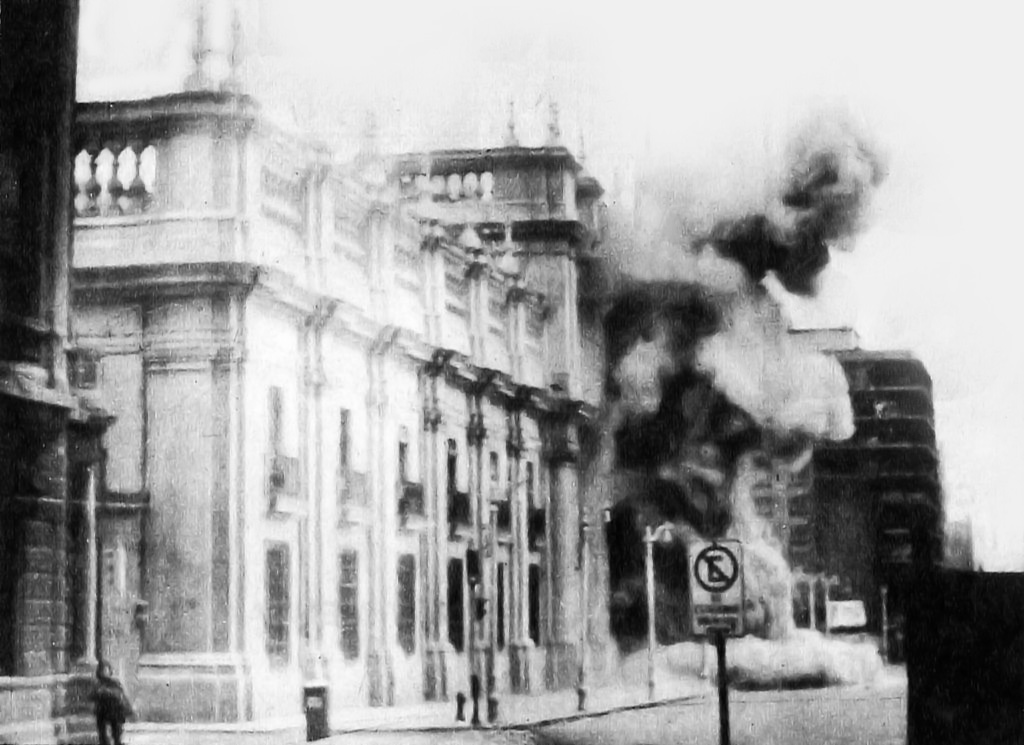
Bombardeo del Palacio de La Moneda, realizado por aviones Hawker Hunter de origen británico.

El documental cuenta la historia de cuatro obreros escoceses, Bob Fulton, John Keenan, Robert Somerville y Stuart Barrie, quienes junto a sus compañeros de un taller de Rolls-Royce en East Kilbride, Escocia, quienes se rehusaron a reparar los motores de unos aviones Hawker Hunter de origen británico, enviados por la Fuerza Aérea de Chile (FACH).
Dicho modelo de aviones había sido utilizado por la FACH durante el bombardeo del Palacio de La Moneda y otros objetivos civiles en Santiago, durante el golpe de Estado del 11 de septiembre de 1973. Cuando los motores llegaron al taller en 1974, los obreros los marcaron para que éstos no fueran reparados, lo que contó con el apoyo del sindicato pero no de la compañía. Posteriormente, los motores fueron sacados del taller, permaneciendo a la intemperie hasta 1978, cuando los motores fueron finalmente sustraídos durante la noche, de forma que los empleados no se pudieran oponer.
El documental cuenta con las declaraciones de los obreros involucrados en el boicot, explicando las razones de su acción y los debates generados en el Reino Unido respecto a las relaciones con el Chile de Pinochet. Además, se presentan declaraciones de algunos chilenos víctimas de la dictadura militar, de la británica Sheila Cassidy, y del excomandante en jefe de la FACH, Fernando Rojas Vender, quien al momento del golpe era el jefe de escuadrón de los Hawker Hunter.
Tras el retorno de la democracia a Chile, tres de los cuatro obreros escoceses recibieron la Orden de Bernardo O'Higgins, en el rango de Comendador, el máximo honor que el gobierno chileno entrega a extranjeros. La ceremonia fue realizada en Glasgow durante 2015, por el embajador de Chile al Reino Unido, Rolando Drago. La ceremonia estuvo incluida en la película y fue coorganizada por el director.

## Estreno
El largometraje fue estrenado en marzo de 2018 en el Festival de Cine de Glasgow, para luego ser publicado en DVD. En su primer día de transmisiones, BBC Scotland programó ¡Nae pasaran! en su cierre de transmisiones.
La película fue estrenada en español durante el Festival de Cine de Derechos Humanos realizado en San Sebastián. El 7 de junio de 2019 fue estrenada en Chile, siendo distribuida por Miradoc.

## Recepción
¡Nae pasaran! ganó el premio a Mejor película en los premios BAFTA Scotland 2018, mientras Felipe Bustos Sierra fue nominado al premio a mejor director (no ficción). La película también fue nominada en la categoría de Mejor documental en los premios British Independent Film Awards 2018.
La película ganó el Premio de Audiencia en el Festival de Cine y Derechos Humanos de San Sebastián en abril de 2019.

## Sitio web
- ¡Nae pasaran! en Miradoc
- ¡Nae pasaran! en Vimeo on Demand

- Datos: Q24579372